# ギゼラ・ビルケマイヤー
ギゼラ・ビルケマイヤー＝ケーラー（Gisela Birkemeyer-Köhler、1931年12月22日 - 2024年3月26日）は、チューリンゲン出身の旧東ドイツの陸上競技選手。80mハードルの選手として、1956年メルボルンオリンピック、1960年ローマオリンピックに出場。メルボルン大会では、オーストラリアのシャーリー・ストリックランド・デ・ラ・ハンティに次いで銀メダルを獲得。ローマ大会では、イギリスのキャロル・キントン、ソ連のイリーナ・プレスに次いで銅メダルを獲得した。
2024年3月26日にベルリンで死去。92歳没。

## 実績
| 年   | 大会                 | 場所                         | 種目        | 結果 | 記録   |
| ---- | -------------------- | ---------------------------- | ----------- | ---- | ------ |
| 1956 | オリンピック         | メルボルン(オーストラリア)   | 80mハードル | 2位  | 10.9秒 |
| 1958 | ヨーロッパ陸上選手権 | ストックホルム(スウェーデン) | 80mハードル | 3位  | 11.0秒 |
| 1960 | オリンピック         | ローマ(イタリア)             | 80mハードル | 3位  | 11.0秒 |